# Aglaia pachyphylla
Aglaia pachyphylla là một loài thực vật]] thuộc họ Meliaceae. Loài này có ở Indonesia, Malaysia, Philippines, và Thái Lan.